# Catedral de la Santísima Trinidad (Samgreni)

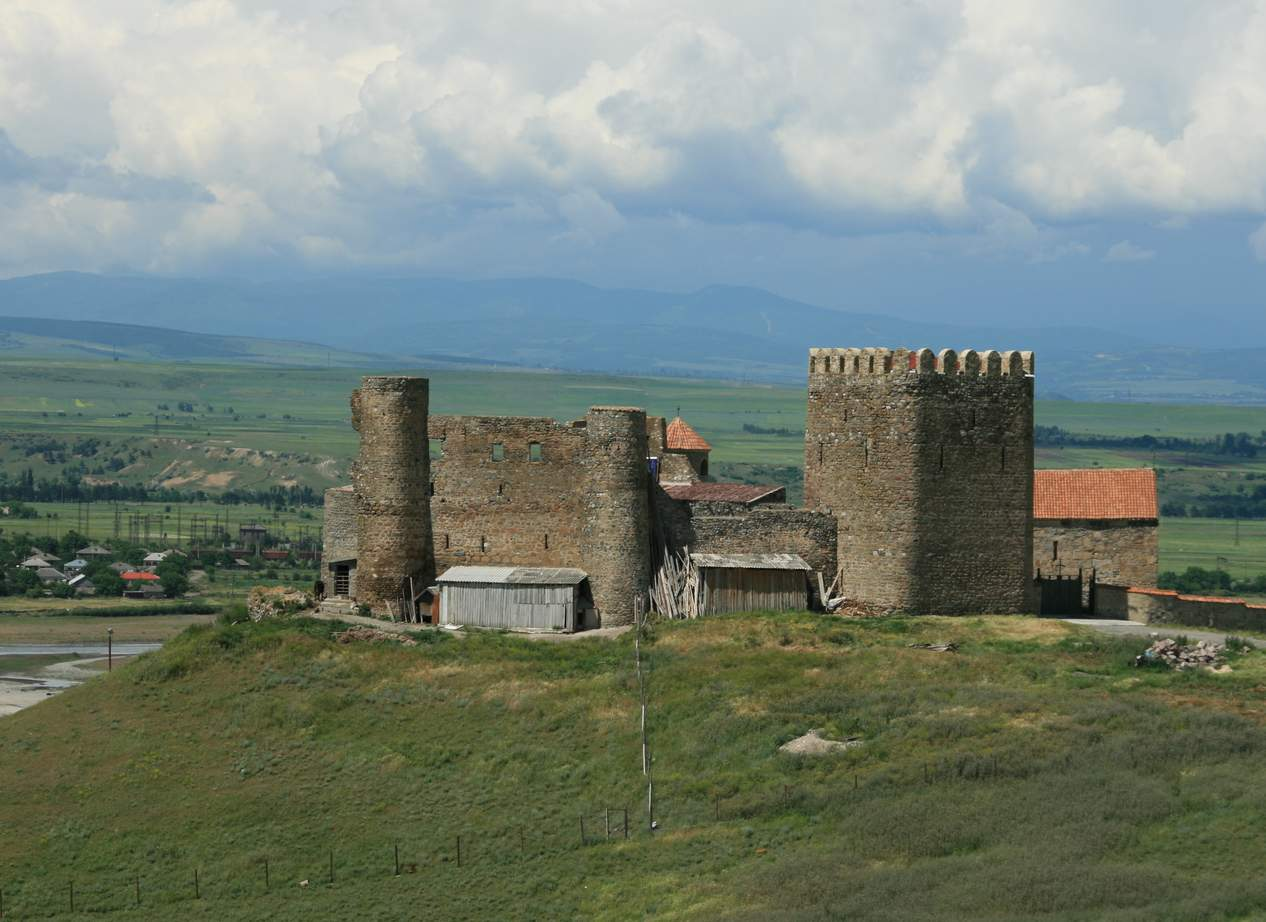
Vista general del complejo.

Catedral de la Santísima Trinidad, o también conocida como Catedral de San Jorge(en idioma georgiano:სამწევრისის ტაძარი) ubicada en el pueblo de Samgreni en el distrito de Kareli, en la orilla izquierda del río Dzia y el extremo este del río Kurá. Los signos estilísticos se remontan del siglo III al VII.
Ha sido declarada por el gobierno de Georgia entre los Monumentos culturales inamovibles de importancia nacional de Georgia.

## Descripción del monumento
La iglesia es una serie de edificios de tipo "cruz inscrita" (9,6X8,8 metros, altura 10,6 m), realizados con una piedra arenisca rojiza bien afinada. El plano se expresa claramente en el interior y en las masas externas. El edificio se alza en tres plantas, bajo el cual se encuentra un amplio acueducto sobre una roca. El eje este-oeste del edificio es algo alargado. La entrada está en la parte sur. El interior de la iglesia es un espacio único, en el centro con una cúpula, donde se ha agregado un arco completo a cada brazo. Desde el centro cuadrado hasta la cúpula, se realiza el sistema de arco de triunfo: cuatro cuadrados se colocan en las esquinas y ocho trombos más pequeños sobre ellos. La cúpula, por lo tanto se compone en octogonal. Los brazos del crucero están techados con cámaras cilíndricas. El nivel de la cubierta va aumentando gradualmente de este a oeste. 
El terremoto del 8 de mayo de 1940 hizo destrozos en la cúpula, las cámaras, la parte sur y las paredes del brazo este. Los trabajos de restauración en la iglesia 1950 - 1953 se realizaron por un equipo científico y el monumento fue devuelto a su aspecto original.

## Inscripciones
Hay dos inscripciones en el monumento. El primero —en la fachada oriental, debajo de la ventana— está datado del siglo X y habla sobre un canal en el pueblo de Yerwitz. El segundo —en la sección superior de la fachada sur— está directamente relacionado con la catedral:

Por segunda vez, Dios ha olvidado al maestro de la Pascua. Soberano de Dios

 En la víspera de los siglos XV-XVI, los dueños de este lugar: Panaskertel-Tsitsishvili eligieron la iglesia y esculpieron el nombre de San Jorge.

## Fachada
El interior de la iglesia se ha logrado con placas de pared elaboradas de hileras de piedra alargadas. La linealidad horizontal de la secuencia de líneas está estrictamente protegida. Dentro de las fachadas únicamente se subrayan la entrada y las ventanas. La imagen ornamentada como una especie de serpientes en el arco de la ventana se encuentra en la parte oriental. Las partes altas de las linternas sur y oeste están cubiertas por pequeños arcos. Las ventanas estrechas que se cortan en la cúpula están decoradas aunque difíciles de ver desde abajo. La iglesia estaba cubierta de azulejos. El azulejo de los siglos XV-XVI y XIX también se ha unido con el azulejo original.